# 浅裂双盖蕨
浅裂双盖蕨（学名：Diplazium lobulosum）也称浅裂短肠蕨，为蹄盖蕨科双盖蕨属下的一个种。